# Mörtgöl (Blackstads socken, Småland)
Mörtgöl är en sjö i Västerviks kommun i Småland och ingår i Botorpsströmmens huvudavrinningsområde.